# Diphasiastrum
Genre
Diphasiastrum est un genre de plantes de la famille des Lycopodiaceae. Selon Plants of the World online (POWO) (15 mai 2021), Diphasiastrum est synonyme de Lycopodium.

## Liste des espèces
Selon GBIF (15 mai 2021) :
- Diphasiastrum alpinum (L.) Holub
- Diphasiastrum angustiramosum (Alderw.) Holub
- Diphasiastrum carolinum (Lawalrée) Holub
- Diphasiastrum complanatum (L.) Holub
- Diphasiastrum digitatum (Dill. ex A.Braun) Holub
- Diphasiastrum falcatum B.Øllg. & P.G.Windisch
- Diphasiastrum fawcettii (F.E.Lloyd & Underw.) Holub
- Diphasiastrum henryanum (E.D.Br. & F.Br.) Holub
- Diphasiastrum ×issleri (Rouy) Holub
- Diphasiastrum madeirense (J.H.Wilce) Holub
- Diphasiastrum multispicatum (J.H.Wilce) Holub
- Diphasiastrum nikoense (Franch. & Sav.) Holub
- Diphasiastrum ×oellgaardii Stoor, Boudrie, Jérôme, K.Horn & Bennert
- Diphasiastrum platyrhizoma (J.H.Wilce) Holub
- Diphasiastrum sabinifolium (Willd.) Holub
- Diphasiastrum sitchense (Rupr.) Holub
- Diphasiastrum thyoides (Humb. & Bonpl. ex Willd.) Holub
- Diphasiastrum tristachyum (Pursh) Holub
- Diphasiastrum veitchii (Christ) Holub
- Diphasiastrum wightianum (Wall. ex Hook. & Grev.) Holub
- Diphasiastrum yueshanense (C.M.Kuo) Holub
- Diphasiastrum zanclophyllum (J.H.Wilce) Holub
- Diphasiastrum ×zeilleri (Rouy) Holub
- Diphasiastrum ×haberei (House) Holub
- Diphasiastrum ×habereri (House) Holub
- Diphasiastrum ×verecundum A.V.Gilman